# Trathala puncta
Trathala puncta är en stekelart som först beskrevs av Morley 1912.  Trathala puncta ingår i släktet Trathala och familjen brokparasitsteklar. Inga underarter finns listade i Catalogue of Life.